# Liste der Leiter der Bayerischen Staatskanzlei
Die Liste der Leiter der Bayerischen Staatskanzlei gibt einen Überblick über die Leiter der Bayerischen Staatskanzlei.

## Leiter der Staatskanzlei
| Name                    | Name                  | Rang                | Amtsantritt                                                          | Kabinett                                | Partei    |
| ----------------------- | --------------------- | ------------------- | -------------------------------------------------------------------- | --------------------------------------- | --------- |
| Hermann Esser           | Hermann Esser         | Staatsminister      | 12. April 1933                                                       | Siebert                                 | NSDAP     |
| Ludwig Siebert          | Ludwig Siebert        | Ministerpräsident   | 14. März 1935                                                        | Siebert                                 | NSDAP     |
| Paul Giesler            | Paul Giesler          | Ministerpräsident   | 2. November 1942                                                     | Giesler                                 | NSDAP     |
|                         | Anton Pfeiffer        | Staatsrat           | 10. Juli 1945 28. September 1945                                     | Schäffer Hoegner I                      | CSU       |
|                         | Hans Kraus            | Staatssekretär      | 4. Juli 1946                                                         | Hoegner I                               | CSU       |
|                         | Anton Pfeiffer        | Staatsminister      | 21. Dezember 1946 20. September 1947                                 | Ehard I Ehard II                        | CSU       |
|                         | Karl Schwend          | Ministerialdirektor | 18. Dezember 1950                                                    | Ehard III                               | parteilos |
|                         | Albrecht Haas         | Staatssekretär      | 14. Dezember 1954                                                    | Hoegner II                              | FDP       |
|                         | Fritz Baer            | Ministerialdirektor | 16. Oktober 1957 9. Dezember 1958                                    | Seidel I Seidel II                      | parteilos |
|                         | Franz Heubl           | Staatssekretär      | 26. Januar 1960                                                      | Ehard IV                                | CSU       |
|                         | Fritz Baer            | Ministerialdirektor | 11. Dezember 1962 5. Dezember 1966                                   | Goppel I Goppel II                      | parteilos |
|                         | Rainer Keßler         | Ministerialdirektor | 1. September 1967 8. Dezember 1970 2. November 1974 7. November 1978 | Goppel II Goppel III Goppel IV Strauß I | parteilos |
| Edmund Stoiber          | Edmund Stoiber        | Staatssekretär      | 27. Oktober 1982 30. Oktober 1986                                    | Strauß II Strauß III                    | CSU       |
|                         | Wilhelm Vorndran      | Staatssekretär      | 19. Oktober 1988                                                     | Streibl I                               | CSU       |
| Johann Böhm (2015)      | Johann Böhm           | Staatssekretär      | 30. Oktober 1990                                                     | Streibl II                              | CSU       |
|                         | Herbert Huber         | Staatssekretär      | 17. Juni 1993                                                        | Stoiber I                               | CSU       |
| Erwin Huber             | Erwin Huber           | Staatsminister      | 27. Oktober 1994                                                     | Stoiber II                              | CSU       |
|                         | Kurt Faltlhauser      | Staatsminister      | 15. November 1995                                                    | Stoiber II                              | CSU       |
| Erwin Huber             | Erwin Huber           | Staatsminister      | 6. Oktober 1998 14. Oktober 2003                                     | Stoiber III Stoiber IV                  | CSU       |
| Eberhard Sinner         | Eberhard Sinner       | Staatsminister      | 29. November 2005 14. Oktober 2003                                   | Stoiber IV Beckstein                    | CSU       |
| Siegfried Schneider     | Siegfried Schneider   | Staatsminister      | 27. Oktober 2008                                                     | Seehofer I                              | CSU       |
| Marcel Huber            | Marcel Huber          | Staatsminister      | 17. März 2011                                                        | Seehofer I                              | CSU       |
| Thomas Kreuzer          | Thomas Kreuzer        | Staatsminister      | 4. November 2011                                                     | Seehofer I                              | CSU       |
| Christine Haderthauer   | Christine Haderthauer | Staatsministerin    | 10. Oktober 2013                                                     | Seehofer II                             | CSU       |
| Marcel Huber            | Marcel Huber          | Staatsminister      | 5. September 2014                                                    | Seehofer II                             | CSU       |
| Florian Herrmann (2023) | Florian Herrmann      | Staatsminister      | 21. März 2018 12. November 2018 8. November 2023                     | Söder I Söder II Söder III              | CSU       |